# Белая мечеть (Назарет)
Белая мечеть (араб. المسجد الأبيض‎, ивр. המסגד הלבן‎) — самая старая мечеть в Назарете. У неё изящный минарет формы карандаша, кремовые стены, отделка и купол зелёного цвета — один из примеров османской архитектуры, встречающейся по всему городу.

## История
Строительство мечети финансировалось египетским пашой Сулейманом во второй половине XVIII века, под надзором градоначальника Назарета, шейха Абдуллы аль-Фахума. Мечеть была закончена между 1804 и 1808 годами, и шейх Абдулла был её опекуном и управлял ею до своей смерти в 1815 году. Могила шейха находится во внутреннем дворе мечети.
После смерти шейха Абдуллы управление делами мечети было передано шейху Амину аль-Фахуму.
Название мечети дал шейх Абдулла, чтобы отметить конец господства прежнего османского наместника, паши аль-Джаззара и его предшественника паши Сулеймана. Шейх Абдулла выбрал «белый» как символ новой эры — чистоты, света и мира, который должен был настать между вероисповеданиями в Назарете.

## Современное состояние
По обычным дням мечеть посещают 100—200 верующих, в то время как на проповедь в пятницу мечеть собирает 2000—3000 человек.
Мечеть служит мусульманскому сообществу Назарета, предлагая религиозные классы для молодых людей и спонсируя проекты для детей. В мечети также находится музей с выставками по истории Назарета.